# 伊德納烏帕齊拉
伊德納乌帕齐拉是孟加拉国吉紹爾甘傑縣的一个乌帕齐拉，位於達卡专区的吉紹爾甘傑縣。。

## 人口
據1991年孟加拉國人口普查，伊德納共有戶數23,943戶，人口132948人。其中男性佔比52.14%，女性佔比47.86%；成年人口63,852人。該地7歲以上人口之平均識字率為16.0%，低於全國平均值（32.4%）。